# Gråporing
Gråporing (Cinereomyces lindbladii) är en svampart som först beskrevs av Miles Joseph Berkeley, och fick sitt nu gällande namn av Jülich 1982. Gråporing ingår i släktet Cinereomyces och familjen Polyporaceae.  Arten är reproducerande i Sverige. Inga underarter finns listade i Catalogue of Life.